# Portugal nos Jogos Olímpicos de Inverno de 1952
Portugal participou dos Jogos Olímpicos de Inverno de 1952 na cidade de Oslo, na Noruega. Nesta edição a delegação do país contou com apenas um atleta, que competiu no esqui alpino e não obteve medalha.